# 加田晶子
加田 晶子（かだ あきこ、1989年1月9日 - ）は、フリーアナウンサーで、元青森朝日放送（ABA）のアナウンサー。2024年11月現在は、ジョイスタッフ所属。

## 経歴・人物
大阪府出身。大阪府立岸和田高等学校卒業。お茶の水女子大学卒業。特技はクラシックバレエ。自慢はバレエで鍛えた下半身の筋肉。
2012年4月に青森朝日放送（ABA）入社。初出演は同年6月4日放送の昼の天気予報だった。以後同局の情報番組を中心に活動。
2014年1月5日放送のパネルクイズ アタック25（ABC制作）「新春系列局女子アナ大会」では、岩手朝日テレビの坂本奈津美（2013年入社）と共に“東北チーム”として出場した。
毎年暮れにリンクステーションホール青森で行われる「青森山田中学高等学校吹奏楽部定期演奏会」では、第49回（2014年12月24日）と第50回（2015年12月24日）で対馬孝之アナウンサーと共に司会を担当した。
2016年3月末でABAを退社。オールウェーブ・アソシエツ所属になる。
2024年１月現在、舞夢プロに所属している。

## 担当番組・出演

### 青森朝日放送時代
- スーパーJチャンネルABA
- ABAニュース
- 朝だ!生です旅サラダ
- 夢はここから生放送 ハッピィ
- 夢はここから深夜放送 ラッキー（2015年4月 - 2016年3月）[6]
- フレッシュインフォメーション

### フリーアナウンサー時代
- 日テレNEWS24
  - 火曜深夜・水曜早朝
    - 「Pre-Dawn Update」
    - 「Early Morning News」

  - 金曜
    - 「Wake-Up News」
    - 「Market News」
    - 「Morning News」

  - 土曜
    - 「Late Afternoon News」
    - 「Evening News」
    - 「Daily Planet」

#### CM
- サントリー グルコサミン（2023年）